# Telalak
Telalak är ett distrikt i Etiopien.   Det ligger i regionen Afar, i den centrala delen av landet, 290 km nordost om huvudstaden Addis Abeba.